# Ngawang Namka Tsangpo
Ngawang Namka Tsangpo (1690 - 1749/1750) was een Tibetaans geestelijke. Hij was de eerste tulku als Shingsa rinpoche (shing bza' rin po che).
Hij was de vijfenvijftigste Ganden tripa van 1746 tot ca. 1749/50 en daarmee de hoofdabt van het klooster Ganden en hoogste geestelijke van de gelugtraditie in het Tibetaans boeddhisme.